# Яковель, Игорь Викторович
И́горь Ви́кторович Якове́ль (род. 27 февраля 1977, Зеленогорск) — российский звукорежиссёр

 и актёр озвучания.

## Биография
Родился 27 февраля 1977 года в Зеленогорске.
С 1995 года работал на студии «MillHouse», выполняя заказы по дубляжу, озвучке фильмов, записи песен и звука к рекламным роликам. 
В 1998 году работал звукорежиссёром на «Эльдорадио», в 1999 году – на радио «Эрмитаж» (звукорежиссёр), «Рекорд» (менеджер отдела продаж).
В 2002 году окончил Санкт-Петербургский государственный университет культуры и искусств по специальности менеджер-продюсер шоу-бизнеса. 
С 2003 года работает звукорежиссёром на студии «Петербург». Сотрудничает со студией «Пилот».

## Семья
- Старший брат — Алексей Викторович Яковель (род. 1969) — российский композитор и аранжировщик.
- Младший брат — Евгений Викторович Яковель (17.11.1985—22.09.2023) — звукорежиссёр, принимал участие в 40—55, 59—62 сериях классического мультсериала «Смешарики».
- Племянник — Оскар Евгеньевич Яковель (род. 2012)

## Фильмография

### Звукорежиссёр
1. 1997 — С майонезом вкуснее
2. 1998 — Бумажный корабль
3. 1998 — Мебельная Фабрика-2
4. 1998 — Сельдь алакс
5. 1998 — Телефонная птичка
6. 1998 — Юра-хит
7. 1999 — Краски «тэкса»
8. 2001 — Каферито
9. 2001 — Обычный порошок
10. 2001 — Станичное солнце
11. 2003—2012; 2015 — Смешарики
12. 2003 — Прекрасная мельничиха
13. 2003 — Времена года
14. 2003 — Летучая мышь
15. 2006 — Не скажу! (цикл Гора самоцветов)
16. 2006—2012; 2018—наст. время — Смешарики. Азбуки
17. 2007 — Война миров
18. 2007 — Куйгорож (цикл Гора самоцветов)
19. 2007 — Воздух
20. 2008 — Котополис
21. 2009 — Дерево детства
22. 2009 — Егорий Храбрый (цикл Гора самоцветов)
23. 2010 — Александр Невский. Победа над смертью
24. 2010 — Зубы, хвост и уши (цикл Гора самоцветов)
25. 2010 — Шарфик
26. 2011 — Чинти
27. 2011—2017, 2019 — Смешарики. Пин-Код
28. 2011 — Смешарики. Начало
29. 2012 — Друзья
30. 2012 — Мнём и мнём
31. 2012—2014 — Атомный лес
32. 2012—2013 — Смешарики. Новые приключения
33. 2012—2015 — Летающие звери
34. 2013—наст. время — Королевство М
35. 2014 — Рободзяки
36. 2014—2016 — Малыши и летающие звери
37. 2015—2019 — Ангел Бэби
38. 2015—наст. время — Машинки
39. 2015 — Петя Волк
40. 2015—наст. время — Три кота
41. 2015—наст. время — Тима и Тома
42. 2015—наст. время — Малышарики
43. 2016 — Смешарики. Легенда о золотом драконе
44. 2016 — Бабушка с крокодилом
45. 2017 — Возьми любой момент из детства
46. 2017 — Теория заката
47. 2017—наст. время — Дракоша Тоша
48. 2018 — Смешарики. Дежавю
49. 2018—наст. время — Монсики
50. 2018 — Пластилинки. Циферки
51. 2018—2020 — Пиратская школа
52. 2018—наст. время — Приключения Пети и Волка
53. 2018 — Сказки полуночи
54. 2019—наст. время — Малышарики. Танцуем и поём!
55. 2019 — Одеяло
56. 2019—2021 — Пластилинки. Зверушки
57. 2019—2021 — Пластилинки. Машинки
58. 2019—наст. время — Смешарики. Пин-Код (Финансовая грамотность)
59. 2020 — Белка и Стрелка. Карибская тайна («Песня медуз»)
60. 2020 — Идёт коза рогатая (цикл Гора самоцветов)
61. 2020—наст. время — Смешарики. Новый сезон
62. 2020 — Пластилинки. Растения
63. 2020 — Привет, бабульник!
64. 2021 — Панда и Крош
65. 2021—наст. время — Супер МЯУ
66. 2021—наст. время — ДиноСити
67. 2021 — Моднюша
68. 2021 — Плюшевый Бум!
69. 2022 — Финник
70. 2022 — Три кота и море приключений
71. 2022—наст. время — Детектив Финник
72. 2022—наст. время — Шмяк. Волшебная лавка Есении
73. 2023 — Лисапет
74. 2023 — Уважаемые пассажиры
75. 2024 — Малышарики. День рождения
76. 2024 — Три кота: Зимние каникулы
77. 2024—наст. время — Чемпионы
78. 2025 — Финник 2

### Актёр озвучания
- 2010 — Зубы, хвост и уши (цикл Гора самоцветов) — Марьян
- 2011 — Смешарики. Начало — Ящер-охранник
- 2012—2014 — Атомный лес — Старый заяц, мафиози
- 2018 — Смешарики. Легенда о золотом драконе — туземцы
- 2018—2020 — Пиратская школа — второстепенные персонажи
- 2018—наст. время — Приключения Пети и Волка — второстепенные персонажи
- 2020—наст. время — Смешарики. Новый сезон
- 2020—наст. время — Супер МЯУ — Аппи
- 2022 — Финник — Злобный Злодей

## Награды
- 9 апреля 2018 — Названы лауреаты IV Национальной анимационной премии «Икар»[2].
- 16 марта 2018 — Объявлены номинанты IV Национальной анимационной премии «Икар»[2].
- 21 марта 2017 — Оглашен список номинантов III Национальной анимационной премии «Икар»[2].
- 10 марта 2015 — Опубликован long list I Национальной анимационной премии[2].